# Pseudodicliptera
Pseudodicliptera es un género de plantas fanerógamas perteneciente a la familia Acanthaceae. El género tiene cuatro especies de hierbas descritas y de estas, solo 2 aceptadas.

## Taxonomía
El género fue descrito por  Raymond Benoist y publicado en Notulae Systematicae. Herbier du Museum de Paris 8: 146. 1939. La especie tipo es: Pseudodicliptera humilis Benoist. 

## Especies dePseudodicliptera
| - Pseudodicliptera coursii - Pseudodicliptera longifolia |